# Gueutteville-les-Grès
Gueutteville-les-Grès là một xã thuộc tỉnh Seine-Maritime trong vùng Normandie miền bắc nước Pháp.

## Huy hiệu
| Arms of Gueutteville-les-Grès | The arms of Gueutteville-les-Grès are blazoned: Gules, a crozier and a quarryman's hammer in saltire Or, between in pale 2 saltires couped and in fess 2 bells argent. |

## Dân số
| Năm | 1962 | 1968 | 1975 | 1982 | 1990 | 1999 | 2006 |
| --- | ---- | ---- | ---- | ---- | ---- | ---- | ---- |
| Dân số | 346  | 319  | 288  | 300  | 332  | 302  | 347  |
| From the year 1962 on: No double counting—residents of multiple communes (e.g. students and military personnel) are counted only once. |      |      |      |      |      |      |      |